# Odstředivé čerpadlo

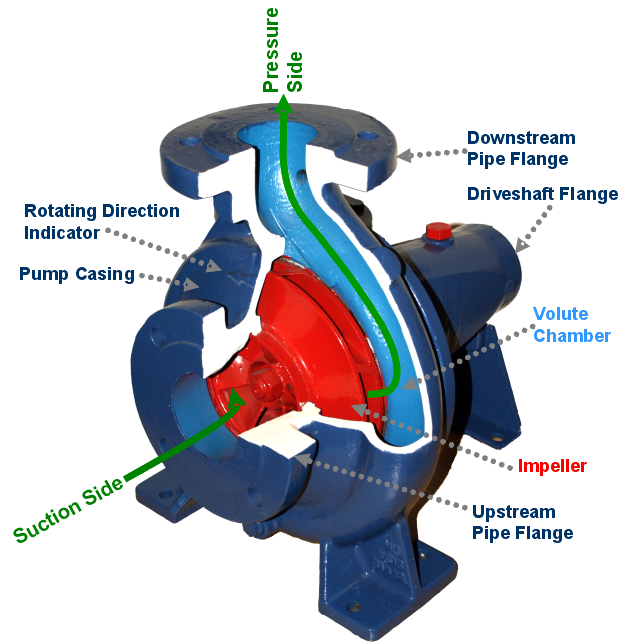
Řez čerpadlem

Odstředivé čerpadlo je čerpadlo, které využívá účinek odstředivé síly ke zrychlení čerpaného média, které se následně zbrzdí v difuzoru. Zbrzděním se získaná kinetická energie přemění na tlakovou. Přeměna probíhá se ztrátou. Čerpadlo se skládá z oběžného kola s lopatkami, které se otáčí v spirálovité komoře. Vstup kapaliny je u osy rotoru, výstup na jeho obvodu. Některé typy odstředivých čerpadel mají v komoře vložen difuzor - nepohyblivé lopatkové těleso, které usměrňuje proud kapaliny při přechodu z oběžného kola do komory a tím snižuje ztráty energie. Regulovat průtok lze velmi jednoduše škrcením ve výtlačném potrubí.
Nárůst tlaku Δp[Pa] v důsledku odstředivé síly při uzavřeném výstupu čerpadla, v závislosti na poloměru vstupu do rotoru r[m] a výstupu z rotoru R[m] při sekundových otáčkách rotoru n[s−1] a hustotě kapaliny ρ0[kg/m3] je možné přibližně vypočitat podle vztahu:
Δp = 2ρ0π2n2(R2 -r2)
Výkon A[W] potřebný ke zvýšení tlaku média o p[Pa] při hmotnostním průtoku m[kg/s] o hustotě média ρ0[kg/m3] je možné přibližně vypočítat podle vztahu:
{\displaystyle A={\frac {pm}{\rho _{0}}}}

## Vlastnosti
Výhody:
- jednoduchá konstrukce bez ventilů, takže je lze použít i pro čerpání suspenzí
- lze je vyrábět z nekovových materiálů
- mezi hnací motor a čerpadlo netřeba zařazovat převodovku
- rovnoměrný tok kapaliny
- jednoduchá regulace průtoku škrcením ve výtlačném potrubí
- při ucpání potrubí se nepoškodí

Nevýhody:
- mají nižší účinnost než pístová čerpadla
- před spuštěním je třeba čerpadlo naplnit kapalinou
- mají podstatně menší pracovní výšku než pístová čerpadla